# 圣皮埃尔达勒瓦尔
圣皮埃尔达勒瓦尔（法語：Saint-Pierre-d'Allevard，法語發音：[sɛ̃ pjɛʁ dalvaʁ]，意为“阿勒瓦尔的圣皮埃尔”）是法国伊泽尔省的一个旧市镇，位于该省东部，属于格勒诺布尔区。2016年1月1日，圣皮埃尔达勒瓦尔和相邻的莫雷泰勒德马耶合并为新市镇克雷昂贝勒多讷（Crêt-en-Belledonne），并成为政府驻地。。

## 地理
圣皮埃尔达勒瓦尔（45°22'29"N, 6°2'53"E）面积27.09 平方千米，位于法国奥弗涅-罗讷-阿尔卑斯大区伊泽尔省，该省份为法国东南部内陆省份，北起顺时针与安省、萨瓦省、上阿尔卑斯省、德龙省、阿尔代什省、卢瓦尔省和罗讷省。
与圣皮埃尔达勒瓦尔接壤的市镇（或旧市镇、城区）包括：莫雷泰勒德马耶。

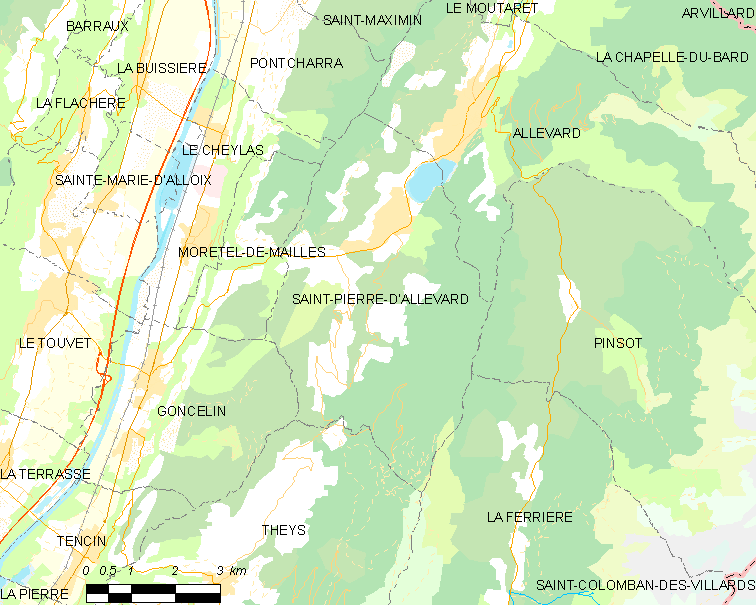
圣皮埃尔达勒瓦尔的OSM定位图

圣皮埃尔达勒瓦尔的时区为UTC+01:00、UTC+02:00（夏令时）。

## 行政
圣皮埃尔达勒瓦尔的邮政编码为38830、38570，INSEE市镇编码为38439。

## 政治
圣皮埃尔达勒瓦尔所属的省级选区为上格雷西沃当县。

## 人口

1962-2008年间圣皮埃尔达勒瓦尔人口变化图示

圣皮埃尔达勒瓦尔于2013时的人口数量为2887人。